# Gheorghe Anghel (pratolog)
Gheorghe Anghel (n. 27 martie 1910, Ciugud, Județul Alba – d. 29 noiembrie 1986, București) supranumit "părintele pratologiei moderne" a fost un agronom, profesor universitar și cercetător român, considerat fondatorul pratologiei moderne românești. A ridicat nivelul științei pajiștilor și culturilor furajere din România la standarde internaționale, contribuind semnificativ prin cercetare, publicistică și activitate didactică. A fost membru titular al Academiei de Științe Agricole și Silvice (ASAS) și a reprezentat știința agricolă românească la numeroase reuniuni internaționale.

## Biografie
Gheorghe Anghel s-a născut la 27 martie 1910 în comuna Ciugud, județul Alba. A urmat școala primară în satul natal și liceul la Colegiul „Mihai Viteazul” din Alba Iulia, absolvind ca șef de promoție în 1929. A studiat la Academia de Înalte Studii Agronomice din Cluj (1930–1934), fiind unul dintre absolvenții eminenți ai promoției sale, alături de Alexandru Buia, Mihai Pușcaș și Nicolae Aniția.
După absolvire, a fost angajat ca asistent la Laboratorul de Ameliorarea Plantelor al Stațiunii de Cercetări din Cluj, sub conducerea profesorului Nicolae Săulescu (1936). În perioada 1937–1938, a beneficiat de o bursă de studii la Școala Politehnică din München, Germania, unde a aprofundat cunoștințele despre agricultura germană, în special producerea furajelor pe pajiști, experiență care i-a influențat întreaga carieră. În acest timp, a pregătit și lucrarea sa de doctorat, fiind impresionat de modelul bavarez de producere a furajelor.
După cedarea Ardealului de Nord în 1940, s-a mutat împreună cu Facultatea de Agronomie din Cluj la Timișoara, apoi la București, lucrând la Institutul de Cercetări Agronomice al României (ICAR), inițial la Stațiunea de Cercetări pentru Plante Textile, alături de Nicolae Săulescu și Nicolae Ceapoiu. În 1941, a devenit conferențiar la catedra de Pășuni și Fânețe a Facultății de Agronomie din București, iar din 1948 a ocupat poziția de profesor. În 1969, a fost numit șef al Secției de Pășuni și Fânețe din cadrul ICAR, coordonând cercetările în acest domeniu.
A murit la 29 noiembrie 1986, în București, după o carieră de peste 55 de ani dedicată științei agricole.

## Activitate științifică
Gheorghe Anghel a fost un pionier al pratologiei moderne românești, continuând munca inițiată de George Maior și Ion Safta. A publicat peste 100 de lucrări, multe semnate individual, abordând domenii precum cultura pajiștilor, combaterea buruienilor, calitatea semințelor, soiurile de cereale și cultura cânepii. A ridicat nivelul științei agricole românești la standarde internaționale, fiind un lider în organizarea cercetării și publicistică.

### Pratologie
Anghel este recunoscut ca fondator al pratologiei moderne românești datorită studiilor sale asupra pajiștilor naturale și intensive. Lucrările sale, precum Cultura pajiștilor (1967, coordonator și coautor cu V. Vasiliu) și Pajiști intensive (1984), sunt considerate capodopere, combinând cercetarea autohtonă cu literatura internațională. A propus metode de îmbunătățire a pajiștilor prin tăierea tufișurilor, distrugerea mușuroaielor, utilizarea îngrășămintelor, înierbări artificiale, parcelare și exploatare mixtă (pășunat și fâneață). Lucrarea Studiul și cartarea pășunilor din corpul Crinț-Munții Cibinului (1965, cu K. Niedermayer, P. Burcea, N. Stângă, Juliana Serbănescu) analizează pajiștile pe 80 de pagini, clasificându-le în funcție de condițiile ecologice (pajiști oligotrofe, mezotrofe, eutrofe etc.) și structura floristică, fiind un model de studiu geobotanic.
Ca șef al Secției de Pășuni și Fânețe (1969), a coordonat cercetări ample, implementând rezultatele prin întreprinderile județene de pajiști în perioada 1970–1985, crescând producția pajiștilor românești. A fondat o școală românească de pratotehnică, colaborând cu cercetători precum K. Niedermayer, Z. Samoilă, I. Ilchievici, C. Bărbulescu și A. Grâneanu.

### Combaterea buruienilor
Anghel a fost unul dintre fondatorii moderni ai herbologiei în România. Monografia Buruienile din culturile agricole și combaterea lor (356 pag.) analizează biologia, ecologia, metodele de combatere, clasificarea botanică și gradul de îmburuienare, fiind cea mai importantă lucrare de acest fel din România. Alte studii includ Contribuții la studiul geobotanic al buruienilor din Bărăganul de sud (1960), Considerații asupra ecologiei florei vegetale din culturile de porumb (1970) și Combaterea buruienilor la Preotești-Ilfov (1946), care au pus bazele progresului în acest domeniu.

### Calitatea semințelor
Ca director al Laboratorului de Control al Calității Semințelor al ICAR, Anghel a publicat lucrări esențiale precum Determinarea facultății germinative a semințelor (1953, 90 pag.), Determinarea calității semințelor (1959, cu Măria Raianu, C. Matei, N. Bucurescu) și Îndrumător pentru determinarea semințelor de plante cultivate (1962, 250 pag.), folosite decenii în laboratoarele din țară. A colaborat cu cercetători precum Măria Raianu, N. Bucurescu, Irina Marlova și Teodora Ursu, contribuind la standardizarea analizelor semințelor. Lucrarea Morfoanatomia cariopselor din triburile Hordeae și Festuceae a adus contribuții originale în sistematica plantelor.

### Activitate didactică
Ca profesor la Facultatea de Agronomie din București, Anghel a elaborat manuale de botanică și pratologie, remarcabile prin claritate și caracter practic, precum Botanica pentru școlile tehnice agricole (1960), Botanica și fiziologia plantelor (1965) și Curs de botanică medicală (1972). Cursurile sale, susținute cu exigență și îmbogățite cu exemple practice, au format generații de agronomi, zootehniști și veterinari. Era cunoscut ca un dascăl sobru, neiertător cu mediocritatea, dar disponibil pentru a oferi sprijin studenților.

### Activitate internațională
Anghel a reprezentat România la Congresele Internaționale ale Pajiștilor, adunările Federației Europene a Pajiștilor și reuniunile FAO pentru pajiștile de munte, fiind apreciat pentru intervențiile sale riguroase. A participat la simpozioane în Europa, inclusiv la Filiala Academiei Iași (1974) și ca îndrumător al tezei de doctorat al lui Mircea Toma la Institutul Agronomic Iași (1984), unde s-a remarcat prin logică și soluții bazate pe experiență.

## Lucrări publicate
- „Soiul de grâu Cenad 117”, Agricultura Nouă, nr. 9, 1937.
- „Cum trebuie apreciate soiurile de cereale”, Agricultura Nouă, nr. 10, 1938.
- „Promovarea culturii plantelor furajere în Germania”, Agricultura Nouă, nr. 9, Cartea Românească, Cluj, 1939.
- „Contribuții la tehnica experimentală cu soiuri de cereale”, Tip. Națională, Cluj, 1940.
- „Din păcatele agriculturii noastre”, Agricultura Nouă, București, nr. 6, 1941.
- „Ce putem face pentru îmbunătățirea pășunilor”, Agricultura Nouă, București, 1941.
- „Cultivarea cânepei pentru sămânță”, Agricultura Nouă, București, nr. 1-2, 1941.
- „Combaterea buruienilor”, Agricultura Nouă, nr. 5, Cluj, 1941.
- „Uscarea fânului pe capre”, Viața Agricolă, nr. 33, nr. 9, 1942.
- „Cercetări floristice pe pășunile din Transilvania”, Agricultura Nouă, 1942.
- „Exploatarea mixtă a pajiștii”, Agricultura Nouă, București, nr. 3-4, 1943.
- „Îndreptări necesare la cultura cânepii”, Agricultura Nouă, București, nr. 1-2, 1944.
- Combaterea buruienilor la Preotești-Ilfov, 1946.
- Curs de botanică de uz intern, IANB, București, 1953.
- Determinarea facultății germinative a semințelor, Editura Agrosilvică de Stat, București, 1953.
- Curs de botanică pentru Facultatea de zootehnie, Lito-MAS, București, 1954–1955.
- Buruienile de carantină, 1954.
- Semințele de buruieni, 1959.
- Determinarea calității semințelor (cu Măria Raianu, C. Matei, N. Bucurescu), Editura Academiei RPR, 1959.
- Botanica. Manual pentru școlile tehnice agricole (cu M. Chirilă și J. Todor), Editura Agrosilvică, București, 1960.
- Contribuții la studiul geobotanic al buruienilor din Bărăganul de sud, Editura București, 1960.
- Îmbunătățirea pășunilor și fânețelor din regiunile de munte (cu E. Pălămaru), Editura Agrosilvică, București, 1961.
- Îndrumător pentru determinarea semințelor de plante cultivate, Editura Agrosilvică, București, 1962.
- Orientări noi în întreținerea, refacerea și folosirea pășunilor și fânețelor (cu V. Vasiliu), Editura Agrosilvică, București, 1964.
- Rezultate obținute în sporirea producției pajiștilor naturale din regiunea Argeș, Probleme Agricole, nr. 11, 1964.
- Influența îngrășămintelor chimice asupra pajiștilor de Iarba Vântului, Lucrări Științifice seria A, 8, Agronomie, București, 1965.
- Studiul și cartarea pășunilor din corpul Crinț-Munții Cibinului (cu K. Niedermayer, P. Burcea, N. Stângă, Juliana Serbănescu), Comunicări de geobotanică, vol. 3, București, 1965.
- Botanica și fiziologia plantelor (cu M. Chirilă), Editura Agrosilvică, București, 1965.
- Cultura pajiștilor (coordonator, cu V. Vasiliu și alții), Editura Agrosilvică, București, 1967.
- Etape importante în studiul tipologic al pajiștilor din RSR, Probleme Agricole, nr. 5, 1967.
- Botanica. Manual pentru licee agricole, Editura Agrosilvică, București, 1968.
- Studiul plantelor polenifere și a rezervelor de polen existente în familiile de albine, Lucrări Științifice, Seria C, nr. 12, București, 1969.
- Geobotanică (cu M. Răvăruț și Gh. Turcu), Editura Ceres, București, 1970.
- Zonarea vegetației lemnoase și ierboase la Porțile de Fier (cu Gh. Turcu și V. Ciocârlan), Lucrări Științifice, Seria A, nr. 13, 1970.
- Considerații asupra ecologiei florei vegetale din culturile de porumb (cu Gh. Chirilă, C. Tănăsescu), Lucrări Științifice, seria A-13, București, 1970.
- Curs de botanică medicală (cu C. Chirilă), Atelierele de material didactic N. Bălcescu, București, 1972.
- Principii de bază în elaborarea tipologică a pajiștilor din RSR, Lucrări Științifice, Brașov, 1975.
- Botanica (uz intern) (cu C. Chirilă și Eugenia Baciu), Ateliere de material didactic, București, 1978.
- Influența unor măsuri de îmbunătățiri asupra producției pășunilor cu păiușul Roșu, Probleme Agricole, nr. 11, 1983.
- Pajiști intensive, Editura Ceres, București, 1984.
- Vatra de la Herăstrău, leagăn al științei agricole românești, Editura Ceres, București, 1987.

## Distincții
- Doctor docent în științe (1968).
- Membru titular al Academiei de Științe Agricole și Silvice (1969).
- Profesor emerit.